# Brezno (gmina Podvelka)
Brezno – wieś w Słowenii, w gminie Podvelka. W 2018 roku liczyła 421 mieszkańców.